# Lemkos
Les Lemkos (polonais : Łemkowie ; ukrainien : лeмки ; lemko : лeмкы, translittération lemky, au singulier лeмкo, translittération lemko), sont un petit groupe ethnolinguistique, quantitativement et territorialement, qui traditionnellement se disent Rusnaks (polonais : Rusnaki ; ukrainien : руснаки ; lemko : руснакы, rusnaky, au singulier руснак, rusnak). 
Les Lemkos sont l'un des quatre principaux groupes de l'Est des Carpates.

## Le lemkovien

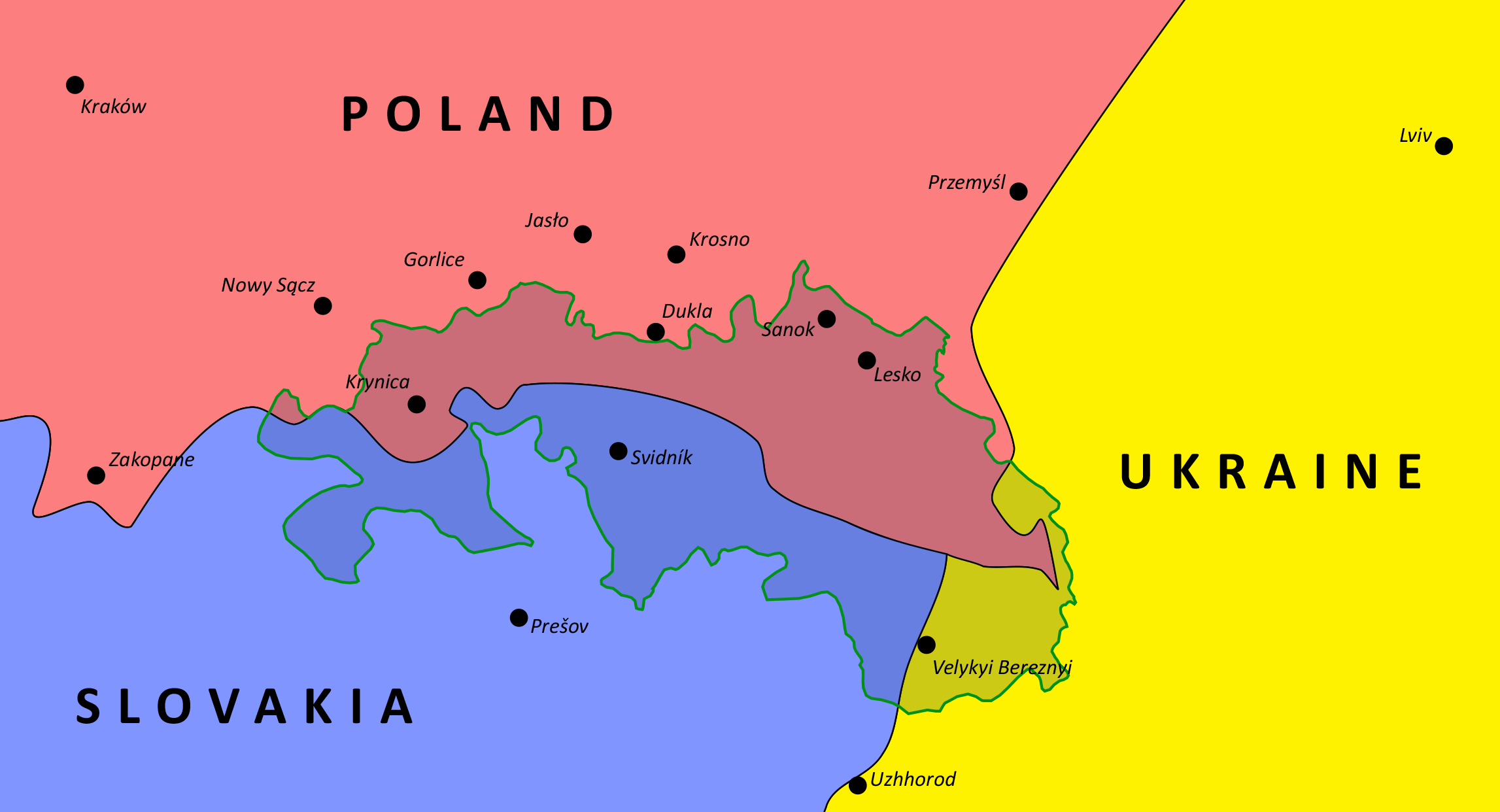
Carte de la région du Lemkos

Leur langue a été décrite comme un dialecte de la langue rusyn ou ruthène (un groupe de dialectes qui est lui-même décrit comme une variante de l'ukrainien). La langue littéraire des Lemkos, le lemkovien, est l'une des quatre formes écrites de la langue rusyn/ruthène moderne. Le lemkovien et la langue ukrainienne sont proches mais pas toujours mutuellement intelligibles.

## Géographie
La région d'origine des Lemkos, s’étendant de la rivière Poprad à l'ouest à la vallée de l’Osława à l'est, est nommée selon le terme polonais Łemkowszczyzna. Cette partie montagneuse des Carpates a été en grande partie déboisée, ce qui a permis l’agriculture ainsi que l’élevage bovin et ovin.

## Histoire

### Origine
Les Lemkos descendent de nomades installés dès le XIIIe siècle. Leur christianisme orthodoxe, évolue dès le XVIIe siècle vers l’uniatisme, basé sur le rite byzantin tout en reconnaissant l’autorité du pape.
À l’époque médiévale, la Lemkowszczyzna fait partie intégrante de la Pologne. Après les partages de la Pologne, elle est rattachée à la province austro-hongroise de Galicie. Après la chute de l'Empire austro-hongrois, les Lemkos tentent de créer deux mini-États, la République de Komańcza et la République des Lemkos : tous deux sont annexés par la Pologne en janvier 1919, annexion reconnue par le traité de Trianon en 1920.

### L'internement pendant la Première Guerre mondiale
Pendant la Première Guerre mondiale, les autorités austro-hongroises, doutant de la fiabilité et du patriotisme de certaines minorités, dont les Lemkos, emprisonnent celles-ci dans le camp d'internement de Talerhof (en), à l'instar de l'activiste Metodyj Trochanovskij (en).

### La République des Lemkos
En novembre 1918, une petite organisation ukrainophile de langue lemko est créée, à la suite de l’effondrement de l’Empire austro-hongrois, afin de débattre de l'avenir du peuple lemko. Elle cesse ses activités le 23 janvier 1919. 

### Opération Vistule
En 1947, le gouvernement polonais communiste procède à la déportation forcée de Lemkos, Boykos et Ukrainiens qui habitent dans le Sud-Est de la Pologne. Dans le cadre de cette déportation, exécutée par l'armée polonaise sous le nom d'Opération Vistule, plus de 140 000 personnes sont réinstallées dans les territoires occidentaux pris par la Pologne après la Seconde Guerre mondiale. Aujourd'hui, on estime à plus de 100 000 le nombre de Lemkos en Pologne, dont seulement 5 000 vivent dans leur région d'origine, la Lemkowszczyzna.
Le 3 août 1990, le Sénat polonais adopte une résolution condamnant l'Opération Vistule menée par le gouvernement polonais d'après-guerre. En 2002, le président de la Pologne Aleksander Kwaśniewski reconnaît de nouveau officiellement la responsabilité de l'État polonais et exprime des regrets.

## Personnalités d'origine lemko
- Andy Warhol, artiste américain
- Bohdan-Ihor Antonytch, poète
- Nikifor Krynicki, peintre